# Rio Câmpul Mare
O Rio Câmpul Mare é um rio da Romênia, afluente do Cocoşul, localizado no distrito de Covasna.